# Gastronomie de la Cerdagne
La gastronomie de la Cerdagne traite les repas et les boissons typiques de la cuisine cerdane.
La Cerdagne est une comarque historique divisée en deux par la frontière politique : la Haute Cerdagne faisant partie de la Catalogne Nord, dans le département des Pyrénées-Orientales, et la Basse Cerdagne, répartie entre les provinces de Lérida et Gérone en Catalogne.
Pourtant, sa géographie, une seule vallée fermée par des montagnes de toutes parts, l'unit et l'éloigne des voisins d'Andorre, du Conflent, du Haut Urgell et de Berguedà.
La cuisine de Cerdagne est marquée par sa nature de plateau montagneux, avec un climat alpin et une tradition d'élevage, principalement de vaches.
Les éléments principaux sont les légumes, les céréales, la chasse, la pêche, la volaille et la viande de troupeau.
La proximité des cultures occitane et française contribuent à la particularité de la gastronomie cerdane. L'affluence du tourisme lié au ski a créé un secteur de restauration remarquable, qui a frappé dans l'offre gastronomique.
Voilà en détail les éléments les plus remarquables de la gastronomie de cette comarque :

## Le trinxat

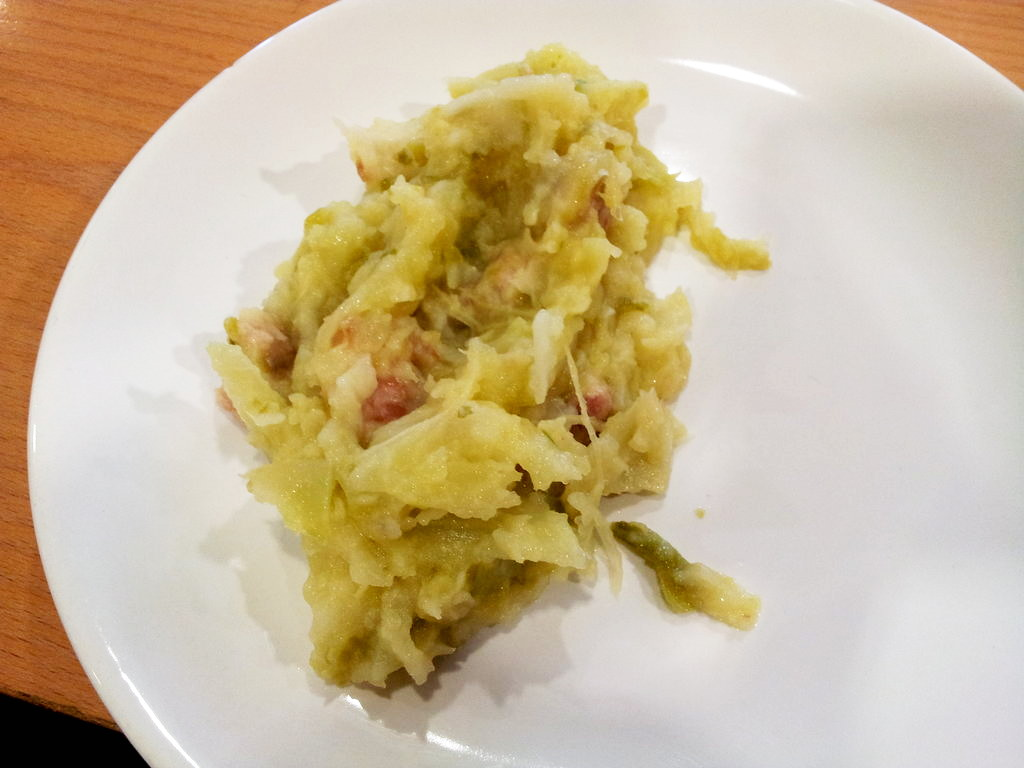
Un peu de trinxat.

Le plat le plus typique de la Cerdagne est le trinxat, qui est fait avec des choux d'hiver, des pommes de terre et de la ventrèche (rosta en catalan).
Ce plat se sert chaud et, s'il en reste, il se passe par la poêle avec des gousses d'ail.
Il est aussi fait en Andorre et en Haut Urgell.

## Cerdans
Les cerdans (étant aussi le nom des habitants de la Cerdagne), sont des bonbons de pâte sèche avec des noisettes et de l'anis.

## Miel et confiture
Le miel de Cerdagne est un miel d'élaboration artisanale.
La confiture est un autre produit typique de la Cerdagne, de haute qualité, en utilisant les fruits des bois comme les prunelles.

## Fromage et beurre
Le fromage et le beurre du Haut Urgell et de Cerdagne se fabriquent à partir du lait de vache de race frisonne d'élevage du Haut Urgell et de Cerdagne.

## Charcuteries
Les charcuteries comprennent le pain de foie, le paltruc et le saucisson de paysan.

## Canard aux navets
Le canard aux navets est propre à la Toussaint.
À un assaisonnement très important : les navets, de préférence de Talltendre (sont des navets noirs différents de ce qu'on a l'habitude de voir, qui se trouvent seulement en Cerdagne).
Pour faire le plat il faut du tiró (canard), des navets et un brunit d'ail, d'oignon et de vin blanc.

## Gâteau de cèpes
Le gâteau de cèpes est composé de cèpes, de vin ranci, d'œufs, d'oignon, de lait, de beurre, d'huile d'olive, de sel, de poivre noir en poudre et de sauce béchamel.

## Lapin aux moixerons
Un plat propre à l'automne est le lapin au mousseron (moixerons en catalan).
Il est fait de lapin coupé en morceaux, salé et enfariné. Il est frit dans une poêle.

## Autres plats typiques
- Les coques saginoses⁣ : à base de sucre, de graisse animale, de farine et d'œufs, sont faites longues et individuelles[2]
- L'oie aux poires[3]
- Le foie à la sauce aigre-douce
- Le recuit
- L'omelette de charcuteries
- La soupe de Cerdagne[4]
- Le lapin aux cariolettes[4]
- La truite de rivière à la poile[4]
- La confiture de cynorrhodon (garraus ou picaculs en catalan)[4]

## Boissons typiques
- Vin de Sainte-Léocadie appelé "Clos Cal Mateu"[5].

## Ingrédients basiques
- Légumes : navet de Talltendre, typique de Capmany[6], pomme de terre, choux[1].
- Fruits : poires, pommes, pêches, cerises, prunelles, coings, surtout à la Bisbal[3].
- Lactaires sanguins (rovellons en catalan), cèpes, cariolettes[1].
- Noix
- Charcuteries
- Salaison et poisson (seitó) de l'Escala[3].

## Foires gastronomiques
La Foire au gras de Bourg-Madame, mettant en avant des producteurs locaux de canards/ miel/ vins venant de Cerdagne et du Gers. Se déroule courant octobre de chaque année.
La Foire de Saint-Laurent se célèbre chaque année à Bellver de Cerdagne le 10 août.
On peut y peut goûter et acheter des produits alimentaires et artisanaux.
Il y a aussi un concours de saucisson de paysan.
À Setcases il y a la Foire du Champignon du 20 au 22 septembre.
Les autres foires sont la Foire Gastronomique de Navets à Gers, la Foire Gastronomique d'Alp, et la Fête du Trinxat à Puigcerdà.